# Секвойевые
Секво́йевые (лат. Sequoioideae) — подсемейство растений семейства Кипарисовые (Cupressaceae). Ранее рассматривалось в качестве самостоятельного семейства Sequoiaceae Luerss., 1877.
Включает три рода, в наше время являющихся монотипными:
- Секвойя (Sequoia): единственный современный вид — Секвойя вечнозелёная (Sequoia sempervirens); известны также ископаемые виды: †Sequoia affinis[англ.], †Sequoia chinensis, †Sequoia dakotensis, †Sequoia langsdorfii, †Sequoia magnifica.
- Секвойядендрон (Sequoiadendron): единственный современный вид — Секвойядендрон гигантский (Sequoiadendron giganteum); известен также ископаемый вид †Sequoiadendron chaneyi[англ.].
- Метасеквойя (Metasequoia): единственный современный вид — реликтовая Метасеквойя глиптостробоидная (Metasequoia glyptostroboides); известны также ископаемые виды: †Metasequoia foxii[англ.], †Metasequoia milleri, †Metasequoia occidentalis.

Первые два вида распространены в США, в штатах Калифорния и Орегон, последний произрастает в Китае. Все они находятся под угрозой исчезновения из-за сокращения среды обитания, лесозаготовок и загрязнения воздуха.
К этому подсемейству относятся самое высокое (Гиперион) и объёмное (Генерал Шерман) из известных ныне живущих деревьев; их возраст достигает тысячи лет.